# بیرخه
بیرج (به اسپانیایی: Bierge) یک دهستان در اسپانیا است که در (Somontano de Barbastro (comarca واقع شده‌است. بیرج ۱۴۵ کیلومتر مربع مساحت و ۲۴۶ نفر جمعیت دارد و ۶۰۰ متر بالاتر از سطح دریا واقع شده‌است.